# Kozji Vrh (Chorwacja)
Kozji Vrh – wieś w Chorwacji, w żupanii primorsko-gorskiej, w mieście Čabar. W 2011 roku liczyła 60 mieszkańców.